# 习近平谈治国理政
《习近平谈治国理政》是中华人民共和国国务院新闻办公室会同中共中央文献研究室（中共中央党史和文献研究院）、中国外文出版发行事业局编辑，内容收录中共中央总书记习近平讲话的政治书籍。该书第一卷分为18个专题，第二卷分为17个专题，第三卷分为19个专题，第四卷分为21个专题，第五卷分为18个专题，由中国外文局属下的外文出版社出版发行。

## 简介
該书第一卷收录了习近平在2012年11月15日的中共十八届一中全会上当选中共中央总书记至2014年6月13日的讲话、谈话、演讲、答问、批示、贺信等79篇文章，分为18个专题，主要涉及经济发展、反腐、中国对外关系、以及一带一路策略等。根据中国官方通讯社新华社的解释，该书“全面准确地阐释以习近平为总书记的中国共产党的治国理念和执政方略，增进国际社会对中国发展理念、发展道路、内外政策的认识和理解”。
該书第二卷收录了习近平在2014年8月18日至2017年9月29日期间的讲话、谈话、演讲、批示、贺电等99篇文章，分为17个专题。据官方介绍，第二卷记录了“以习近平同志为核心的党中央团结带领全党全国各族人民在新时代坚持和发展中国特色社会主义的伟大实践”，并集中反映了习近平新时代中国特色社会主义思想的发展脉络和主要内容。
該书第三卷收录了习近平在2017年10月18日至2020年1月13日期间的报告、讲话、谈话、演讲、批示、指示、贺信等92篇，分为19个专题。
該书第四卷收录了习近平在2020年2月3日至2022年5月10日期间的讲话、谈话、演讲、致辞、指示、贺信等109篇以及2020年1月以来的图片45幅，分为21个专题。
该书第五卷收录了习近平在2022年5月27日至2024年12月20日期间的报告、讲话、谈话、演讲、致辞、文章、指示等91篇，分为18个专题。
此外，该书作了一些注释，并收入了习近平在各时期的照片，以帮助各读者了解中国社会制度和历史文化，以及习近平的工作和生活。

## 发行

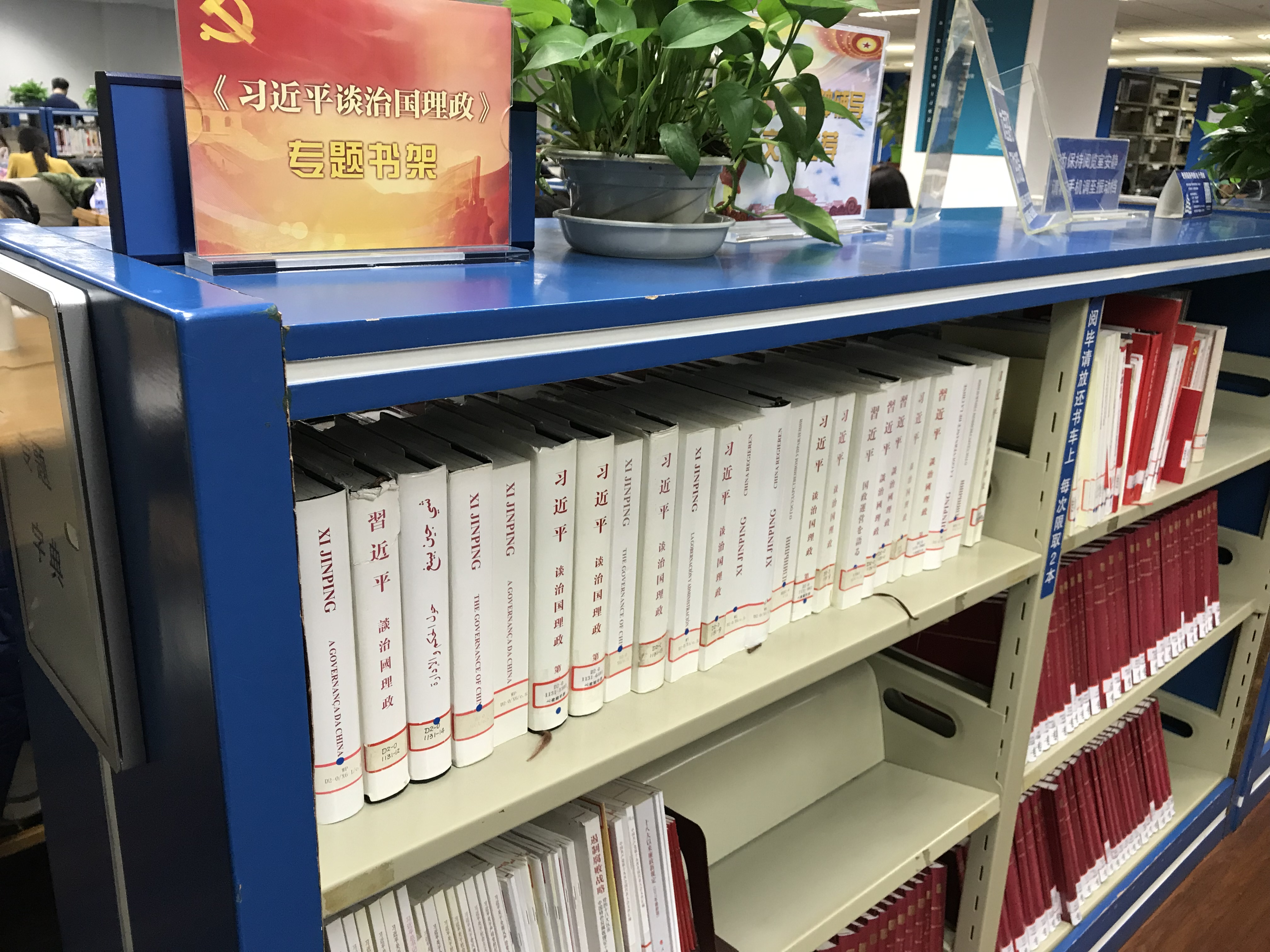
于上海图书馆陈列的多种语言版《习近平谈治国理政》

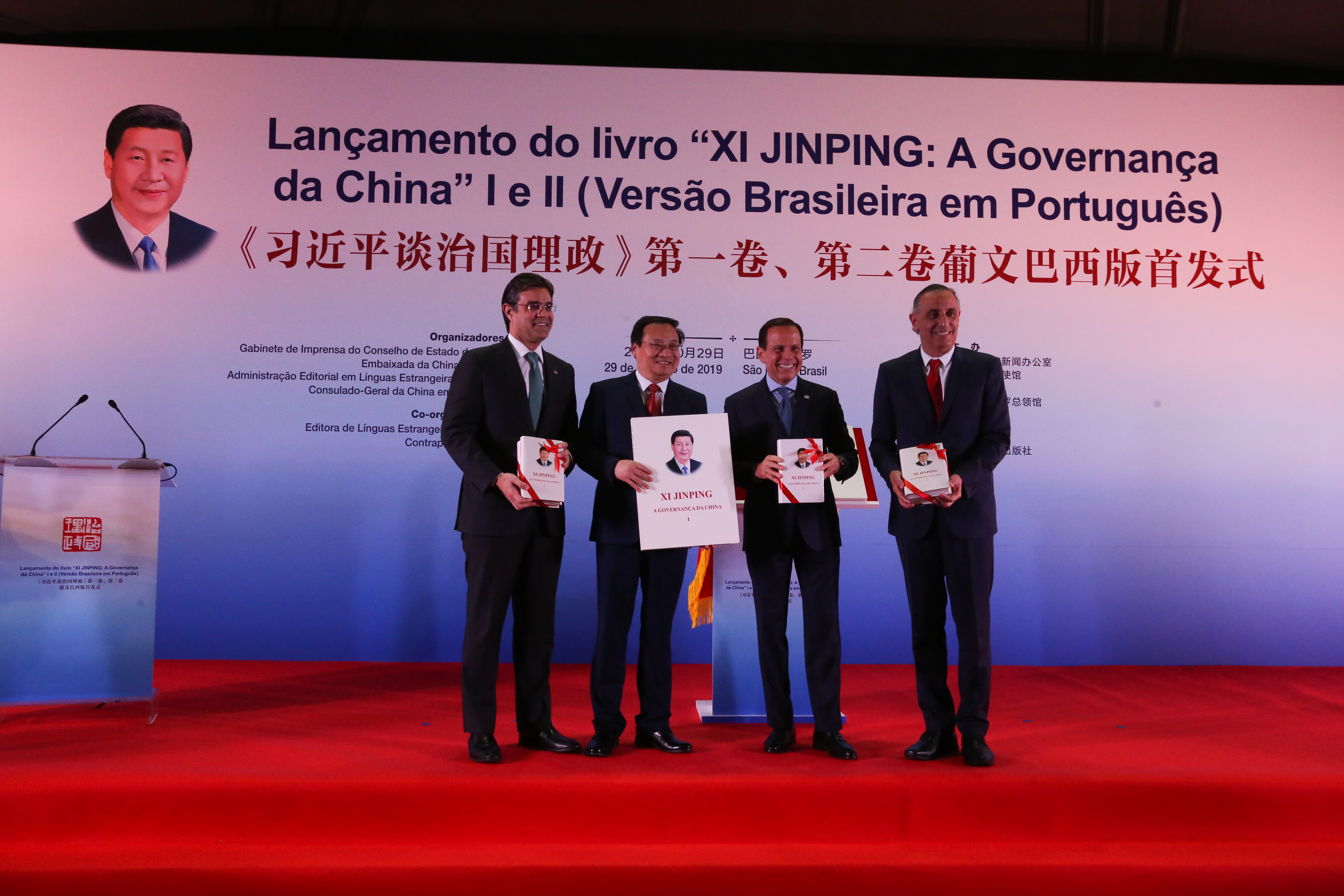
《习近平谈治国理政》第一卷、第二卷葡文巴西版首发式，2019年10月29日在巴西圣保罗举行

《习近平谈治国理政》于2014年9月28日以汉、英、法、俄、阿、西、葡、德、日等多语种出版发行，为首次以9种语言同时出版发行的中国国家领导人著作；同年10月在法兰克福书展首发。而最近发行的版本为越南文版，2015年11月11日在越南河内出版发行，属于由中方与外国出版机构合作翻译出版的版本（另一个为韩文版），而其余9种其他语言的版本未来也会推出。此外，为方便不会汉语的中国大陆少数民族读者阅读，该书亦设有维吾尔语、哈萨克语、蒙古语、藏语和朝鲜语等少数民族语言版本。
而台湾则于2014年12月14日在各連鎖書店开始销售该书的繁体版，有中国青年网等国内媒体称该书在台湾发售当日便销售一空，同时也有台湾代理商称看好该书在台湾的市场。
根据官方新华社的报道，该书全球发行量为520万册（截至2015年8月26日），在全球数十个国家和地区均有发行，创下改革开放以来，中国国家领导人著作海内外发行的最高记录。不过英國廣播公司报道称，该书在全球共售出1740萬册。
《习近平谈治国理政》第一卷中、英文版电子书于2018年7月6日在亚马逊、Overdrive、易阅通、掌阅四家数字交易平台上线。
《习近平谈治国理政》第三卷法文、俄文、阿拉伯文、西班牙文、葡萄牙文、德文、日文及中文繁体8个文版，于2021年9月由外文出版社出版，面向全世界发行。
《习近平谈治国理政》第四卷於2022年7月2日由外文出版社以中英文版出版。
《习近平谈治国理政》第五卷于2025年7月由外文出版社以中英文版出版。
| 文版           | 第一卷     | 第二卷     | 第三卷    | 第四卷    | 第五卷    |
| -------------- | ---------- | ---------- | --------- | --------- | --------- |
| 中文           | 2014年9月  | 2017年10月 | 2020年6月 | 2022年7月 | 2025年7月 |
| 英文           | 2014年9月  | 2017年10月 | 2020年6月 | 2022年7月 | 2025年7月 |
| 法文           | 2014年9月  | 2018年4月  | 2021年9月 | 2023年6月 | 未        |
| 俄文           | 2014年9月  | 2018年4月  | 2021年9月 | 2023年6月 |           |
| 阿拉伯文       | 2014年9月  | 2018年4月  | 2021年9月 | 2023年6月 |           |
| 西班牙文       | 2014年9月  | 2018年4月  | 2021年9月 | 2023年6月 |           |
| 葡萄牙文       | 2014年9月  | 2018年4月  | 2021年9月 | 2023年6月 |           |
| 德文           | 2014年9月  | 2018年4月  | 2021年9月 | 2023年6月 |           |
| 日文           | 2014年9月  | 2018年4月  | 2021年9月 | 2023年6月 |           |
| 中文繁体       | 2014年9月  | 2018年4月  | 2021年9月 | 2023年6月 |           |
| 蒙古文         | 2015年7月  | 2019年5月  | 2022年1月 | 2024年2月 |           |
| 藏文           | 2015年7月  | 2019年5月  | 2022年1月 | 2024年2月 |           |
| 维吾尔文       | 2015年7月  | 2019年5月  | 2022年1月 | 2024年2月 |           |
| 哈萨克文       | 2015年7月  | 2019年5月  | 2022年1月 | 2024年2月 |           |
| 朝鲜文         | 2015年7月  | 2019年5月  | 2022年1月 | 2024年2月 |           |
| 韩文           | 2015年10月 | 未         | 未        | 未        |           |
| 越南文         | 2015年11月 |            |           |           |           |
| 尼泊尔文       | 2016年12月 | 2021年9月  |           |           |           |
| 泰文           | 2017年4月  | 2023年12月 |           |           |           |
| 柬埔寨文       | 2017年4月  | 未         |           |           |           |
| 乌尔都文       | 2017年4月  |            |           |           |           |
| 土耳其文       | 2017年4月  |            |           |           |           |
| 匈牙利文       | 2017年4月  |            |           |           |           |
| 乌兹别克文     | 2017年5月  |            |           |           |           |
| 西里尔哈萨克文 | 2017年6月  |            |           |           |           |
| 意大利文       | 2017年9月  |            |           |           |           |
| 阿尔巴尼亚文   | 2017年9月  |            |           |           |           |
| 老撾文         | 2017年11月 |            |           |           |           |
| 缅甸文         | 2018年7月  |            |           |           |           |
| 塔吉克文       | 2019年6月  |            |           |           |           |
| 吉尔吉斯文     | 2019年6月  |            |           |           |           |
| 西里尔蒙古文   | 2019年8月  |            |           |           |           |
| 波兰文         | 2019年12月 |            |           |           |           |
| 乌克兰文       | 2021年6月  |            |           |           |           |
| 马来文         | 2021年12月 |            |           |           |           |
| 冰岛文         | 2022年10月 |            |           |           |           |
| 斯瓦西里文     | 2023年8月  |            |           |           |           |
| 僧伽罗文       | 2023年12月 |            |           |           |           |
| 白俄罗斯文     | 2023年12月 |            |           |           |           |
| 保加利亚文     | 2024年3月  |            |           |           |           |

## 评价

### 正面
该书自推出以来，受到西方一些前政客及知名人物的好评，包括德国前总理施密特、施罗德、库恩基金会董事长罗伯特·库恩等。而Facebook行政总裁扎克伯格亦有阅读该书，还买了送给同事，让他们了解中国特色社会主义，以实现进入中国市场的目标。《人民日报》援引南非公职和行政事务部部长费丝·穆坦比称：“这本书的价值超越了黄金”。
国务院新闻办公室主任蔡名照評價，《习近平谈治国理政》谈中国、论世界，为各国读者开启了一扇观察和感知中国的窗口。阅读这本书，可以了解以习近平同志为总书记的新一届中央领导集体的治国理念和执政方略，品味悠长醇厚的中国历史文化，感受当代中国的深刻变革和梦想追求，进一步增进对中国发展理念、发展道路、内外政策的理解，从而更加全面地了解中国、更加客观地看待中国、更加理性地读懂中国。
复旦大学中国发展模式研究中心主任、上海社科院中国学所所长张维为表示，了解中国领导人习近平、把握中国发展大势及其对世界未来可能产生的影响，已成为国际社会的超级热门话题，而《习近平谈治国理政》一书的出版，为这种努力提供了宝贵的第一手材料。
另外，据英国《每日电讯报》报道指出，该书为世界了解习近平的领导如何对世界政治产生深远的影响提供了一个新视角。

### 负面

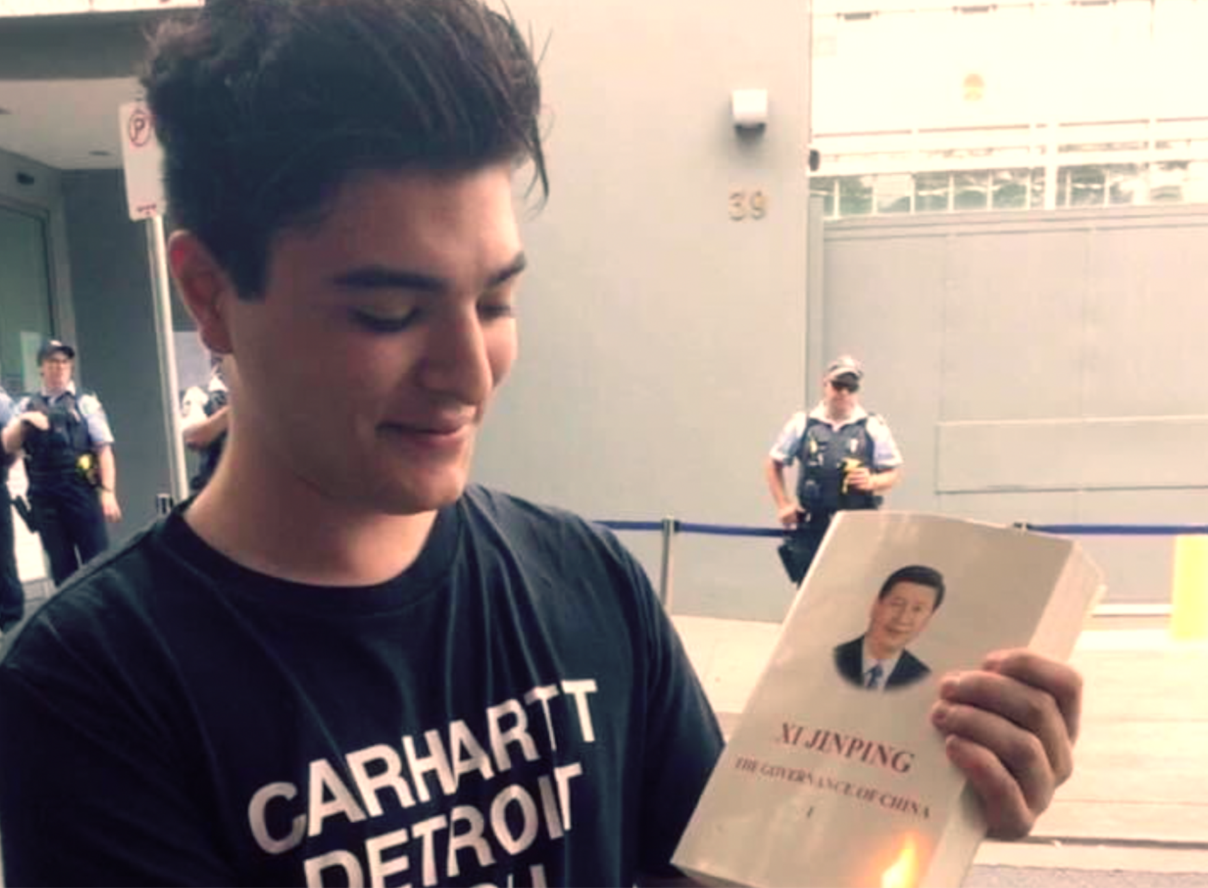
2020年，柏乐志在位于悉尼的中国大使馆前点燃本书

一名英國廣播公司驻中國總編輯在社交媒体Twitter上称其在购买该书时被警方扣查。
据路透社报道，根据中国政府的指示，亚马逊中国网站上禁止评分和评论该书。

## 奖项
- 2014中国好书年度荣誉图书奖[24]。